# Gadadhasanahalli, Chintamani
Gadadhasanahalli là một làng thuộc tehsil Chintamani, huyện Kolar, bang Karnataka, Ấn Độ.